# قرار مجلس الأمن التابع للأمم المتحدة رقم 220
قرار مجلس الأمن التابع للأمم المتحدة رقم 220، الذي اتخذ بالإجماع في 16 مارس 1966، بعد التأكيد على القرارات السابقة بشأن هذا الموضوع، مدد مجلس ولاية قوة الأمم المتحدة لحفظ السلام في قبرص لمدة 3 أشهر إضافية، تنتهي في 26 يونيو 1966. كما دعا المجلس الأطراف المعنية مباشرة إلى مواصلة العمل بأقصى درجات ضبط النفس والتعاون الكامل مع قوة حفظ السلام.
كان القرار هو الأول الذي تم تمريره في مجلس الأمن الموسع حديثًا المكون من 15 عضوًا.